# Styrax ochraceus
Styrax ochraceus är en storaxväxtart som beskrevs av Ignatz Urban. Styrax ochraceus ingår i släktet Styrax och familjen storaxväxter. Inga underarter finns listade i Catalogue of Life.